# Roosten (metallurgie)

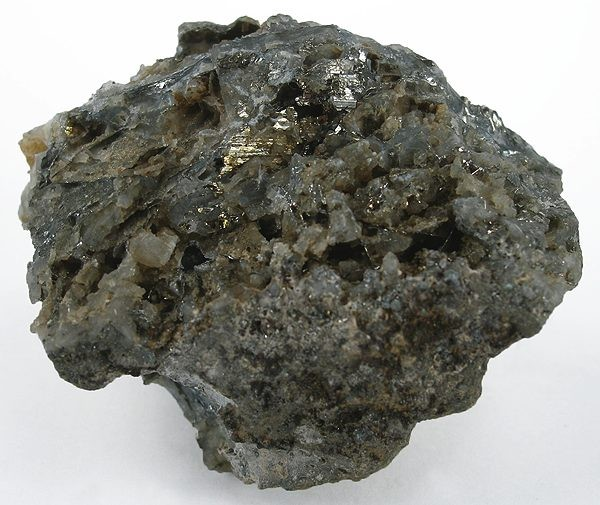
Rauwe brok Calaveriet gouderts

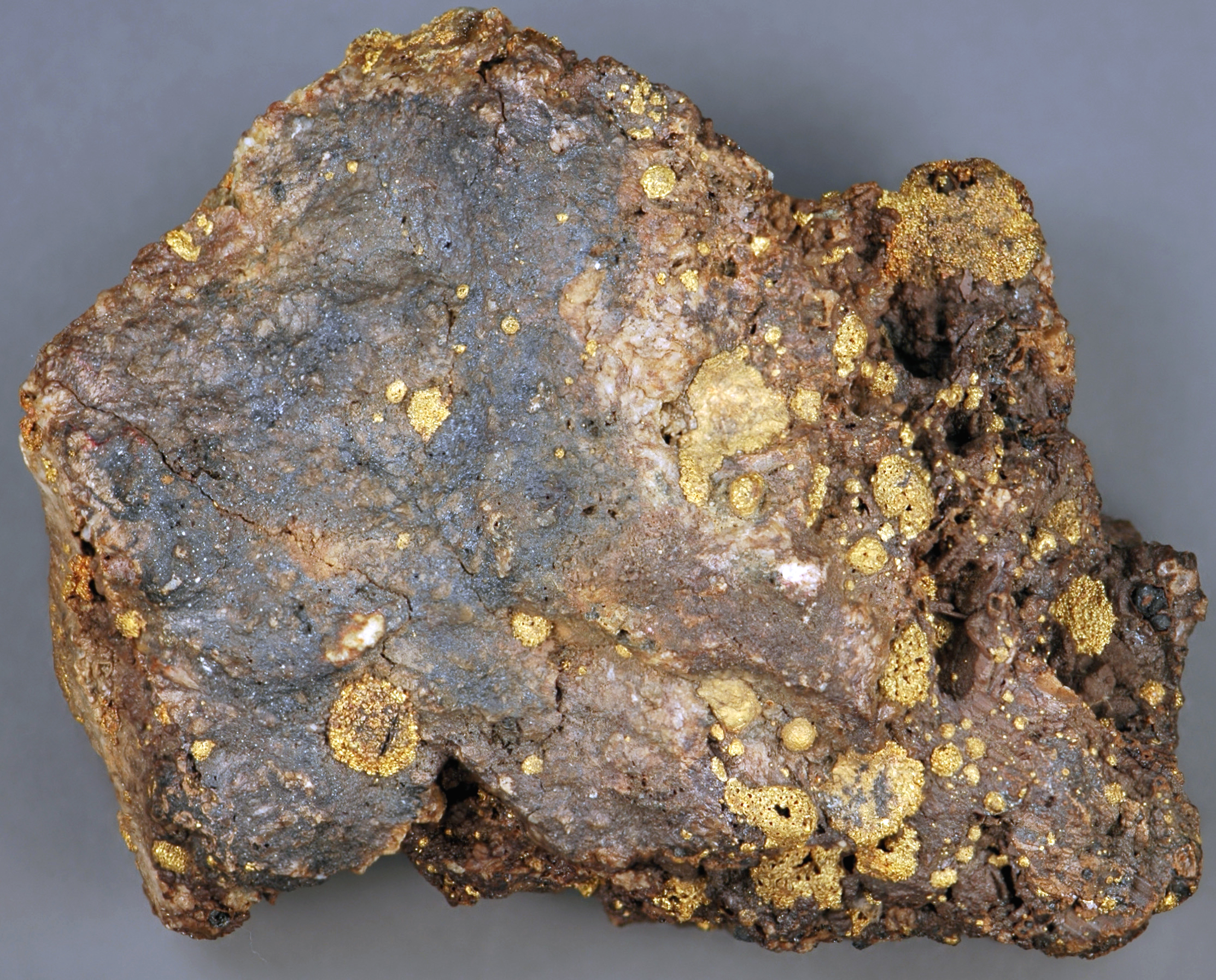
Brok gouderts na roosten

Roosten is het verhitten van een materiaal onder toevoeging van lucht. Bij dit proces vinden chemische veranderingen en gedeeltelijke oxidatie plaats zonder dat verbranding optreedt.
In de metallurgie worden sulfidische ertsen, waarbij het metaal aan zwavel is gebonden, geroost, waarbij het zwavel geoxideerd wordt tot zwaveldioxide (SO2). 
Het roosten van zinkblende verloopt als volgt:
{\displaystyle \mathrm {\ 2\ ZnS\ +\ 3\ O_{2}\ \longrightarrow \ 2\ SO_{2}\ +\ 2\ ZnO} }
De zwaveldioxide werd vroeger in de atmosfeer geloosd, doch spoedig werd de zwavel teruggewonnen in de vorm van zwavelzuur zoals in het lodenkamerproces. Het metaal, dat tijdens het proces ook geoxideerd is, wordt vervolgens gereduceerd, gewoonlijk met behulp van cokes via een carbothermische reductie.